# Jacques Brodin
Jacques Brodin (Les Andelys, 22 de diciembre de 1946-Guiseniers, 1 de octubre de 2015) fue un deportista francés que compitió en esgrima, especialista en la modalidad de espada.
Participó en dos Juegos Olímpicos de Verano, obteniendo una medalla de bronce en Tokio 1964 en la prueba por equipos. Ganó cuatro medallas en el Campeonato Mundial de Esgrima entre los años 1965 y 1974.

## Palmarés internacional
| Juegos Olímpicos   | Juegos Olímpicos   | Juegos Olímpicos  | Juegos Olímpicos   |
| Año                | Lugar              | Medalla           | Prueba             |
| ------------------ | ------------------ | ----------------- | ------------------ |
| 1964               | Tokio (Japón)      | Medalla de bronce | Espada por equipos |
| Campeonato Mundial |                    |                   |                    |
| Año                | Lugar              | Medalla           | Prueba             |
| 1965               | París (Francia)    | Medalla de oro    | Espada por equipos |
| 1966               | Moscú (URSS)       | Medalla de oro    | Espada por equipos |
| 1967               | Montreal (Canadá)  | Medalla de plata  | Espada por equipos |
| 1974               | Grenoble (Francia) | Medalla de plata  | Espada individual  |